# Dorysthetus columbicus
Dorysthetus columbicus är en skalbaggsart som beskrevs av Ohaus 1905. Dorysthetus columbicus ingår i släktet Dorysthetus och familjen Rutelidae. Inga underarter finns listade i Catalogue of Life.